# Tulbing
Tulbing là một đô thị thuộc huyện Tulln trong bang Niederösterreich, Áo.
Tulbing is known for his great green landscape.